# Acta diurna
Acta diurna erau însemnări zilnice, afișate în mai multe exemplare, prin care se difuzau diferite informații (politice, militare, despre spectacole etc.).
Au apărut prin secolul al II-lea î.Hr. în Roma Antică și reprezintă cea mai veche formă de ziar.